# Crna Klada
Crna Klada es un asentamiento despoblado del municipio de Našice, en el condado de Osijek-Baranja, dentro en la región de Eslavonia, y perteneciente a Croacia.

## Demografía
| Gráfica de población de Crna Klada 1931-2011                        |
|                                                                     |
| Según los censos de población de la oficina estadística de Croacia. |